# Bermont (Territori de Belfort)
Bermont és un municipi francès, es troba al departament del Territori de Belfort i a la regió de Borgonya - Franc Comtat. L'any 2004 tenia 283 habitants.

## Geografia
El poble se situa sobre un altiplà a l'eix de comunicació Montbéliard-Belfort, a 7 kilòmetres d'aquesta última.

## Demografia
| 1962 | 1968 | 1975 | 1982 | 1990 | 1999 | 2004 |
| ---- | ---- | ---- | ---- | ---- | ---- | ---- |
| 110  | 123  | 174  | 226  | 234  | 280  | 283  |